# Évangéliaire de saint Augustin
L'Évangéliaire dit de saint Augustin est un manuscrit enluminé contenant les évangiles sans doute produit à la fin du VIe siècle en Italie. La tradition rapporte qu'il a été apporté en Angleterre avec la Mission grégorienne et Augustin de Cantorbéry. Il est actuellement conservé à la bibliothèque du Corpus Christi College de Cambridge.

## Historique
Le manuscrit est produit en Italie à la fin du VIe siècle. Selon la tradition, il est emporté par la mission envoyé par le pape Grégoire Ier en 596 en Angleterre pour évangéliser les Anglo-Saxons, à moins qu'il ne fasse partie des nombreux manuscrits envoyés par le pape à la mission par la suite. Selon les spécialistes, il n'y a pas de raison de douter de cette tradition. Des annotations sur le manuscrit indiquent que le livre est déjà en Angleterre à la fin du VIIe ou début du VIIIe siècle. Par ailleurs, plusieurs témoignages de la fin du Moyen Âge décrivent le manuscrit parmi les reliques conservées dans l'autel de la cathédrale de Cantorbéry.

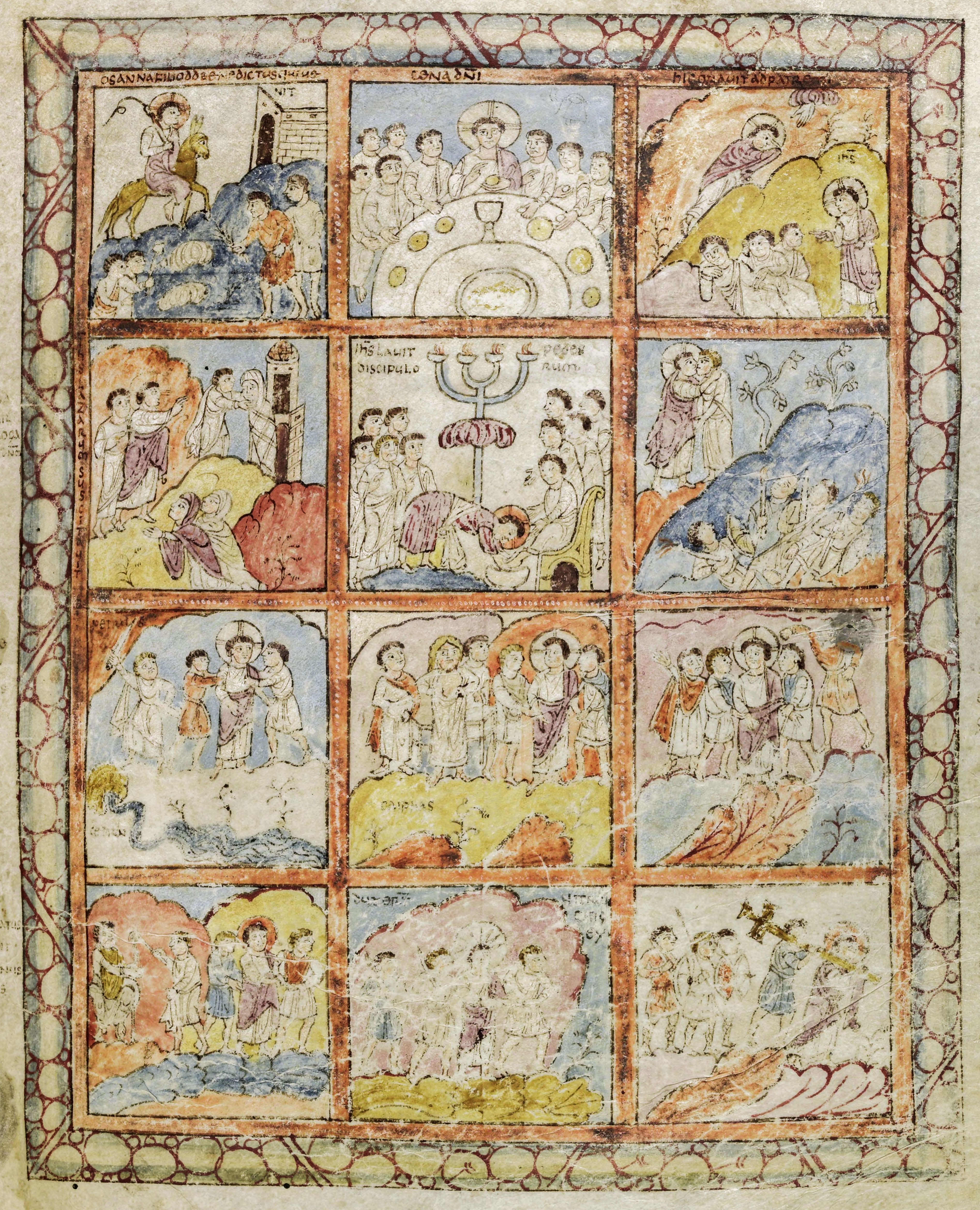
Gospels of Saint Augustine, Cambridge, Corpus Christi College, Ms. 286, fol. 125r

Par la suite, le manuscrit entre à l'abbaye Saint-Augustin de Cantorbéry. En 1575, quelques années après la dissolution du monastère, Matthew Parker, archevêque de Cantorbéry, donne le manuscrit au Corpus Christi College qu'il vient de fonder. Le manuscrit est toujours utilisé pour l'intronisation du nouveau primat d'Angleterre, pour la cérémonie du serment de fidélité.

## Description
Le manuscrit est rédigé en onciales sur 25 lignes disposées en deux colonnes. Il possédait à l'origine huit miniatures en pleine page, dont il ne subsiste plus que deux aujourd'hui. Des quatre portraits d'évangélistes, il ne reste plus que celui de saint Luc. Chaque début d'évangile devait comporter le regroupement en une page de plusieurs scènes bibliques. Il ne reste plus que la page précédent l'évangile selon Luc représentant des scènes de la Passion du Christ.